# It's a Lovely Day Tomorrow
"It's a Lovely Day Tomorrow", är en sång som skrevs 1938 av kompositören Irving Berlin. Sången uppkom efter ett samtal med den brittisk-ungerska filmproducenten Alexander Korda i en taxibil i New York 1938. Münchenöverenskommelsen hade gjort dem båda nedslagna. Korda frågade Berlin om han hade skrivit någon krigssång än och några kvarter senare hade Berlin kommit på både sångens melodi och text.
Den framfördes för första gången i London 1939, i början av kriget, innan den släpptes i USA, vilket vid tiden orsakade en sensation. Berlin använde den i sin musikal Louisiana Purchase 1940, där den fick gestalta både känslor av förtvivlan och hopp under den stora depressionen på 1930-talet.
Sången spelades in av den brittiska sångerskan Vera Lynn för att befrämja det brittiska folkets moral under de mörkaste dagarna under andra världskriget och Blitzen.

## Utdrag ur texten
| ” | It's a lovely day tomorrow. Tomorrow is a lovely day. Come and feast your tear dimmed eyes. On tomorrow's clear blue skies. If today your heart is weary. If ev'ry little thing looks gray. Just forget your troubles and learn to say. Tomorrow is a lovely day. | „ |